# Zedenmeester
Een zedenmeester is in brede zin een moralist (ook wel zedenprediker of moraalridder).
In het Belgisch-Nederlands verwijst dit begrip specifiek naar een bestuurslid van een studentenclub dat op evenementen de orde onder de leden bewaart. Dit kan zijn door bijvoorbeeld straffen uit te delen aan de schachten op een doop, of door leden op hun vingers te tikken tijdens cantussen.